# Эвдидимит
Эвдидимит (англ. Eudidymite) — минерал, ленточный силикат из группы амфибола. Название образовано от двух греческих слов — «eu» и «didymis», означающих «well twinned» — «хорошо» и «двойниковый», из-за частой встречаемости двойников кристаллов эвдидимита.

## Свойства
Эвдидимит — прозрачный или полупрозрачный минерал, обладающий разнообразием цветов. Имеет твердость по шкале Мооса — 6. Встречается в виде таблитчатых кристаллов моноклинной сингонии с частым появлением двойников. Диморфен эпидидимиту. Эвдидимит открыт в 1887 году в Норвегии.

## Название на других языках
- нем. Eudidymit;
- исп. Eudidymita;
- англ. Eudidymite.